# Portlandit
Portlandit je redek hidroksidni mineral, naravna oblika kalcijevega hidroksida
(Ca(OH)2). Portlandit je kalcijev analog brucita (Mg(OH)2).
Mineral so prvič opisali leta 1933 na njegovem tipskem nahajališču Scawt Hill na Severnem Irskem. Ime je dobil po portlandskem cementu, ker je kalcijev hidroksid osnovni produkt njegove hidrolize.

## Nahajališča
Portlandit se pojavlja v zelo različnih okoljih. V Scawt Hillu je nastal s pretvorbo kalcijevih silikatov v kontaktnih metamorfnih kamninah, ki vsebujejo minerala  larnit (Ca2SiO4) in spurit (Ca5(SiO4)2CO3). Pojavlja se tudi v fumarolah (Vezuv, Italija), kot oborina v alkalnih izvirih, ki prihajajo iz ultramafičnih kamnin (Jebel Awq, Oman), kot produkt zgorevanja premoga (Čeljabinski premogovniški bazen, Ruska federacija) in v sedimentnih skladih, ki so metamorfirali pri visoki temperature in nizkam tlaku med spontanim zgorevanjem bitumna (Hatrurim, Izrael in področje Maqarin, Jordanija). Na področju rudnikov mangana Kuruman v Južni Afriki se pojavlja v velikih kristalih in kristalnih gmotah.
Spremljajoči minerali so afvilit, kalcit, larnit in spurit (Scawt Hill, Irska), kalcit, halit (Jebel Awq, Oman), kalcit, brownmilerit, hidrokalumit, majenit in etringit (Eifel, Nemčija).